# Мунтриљ
Мунтриљ (хрв. Muntrilj) је насељено место у општини Тињан, Истарска жупанија, Хрватска.

## Историја
До територијалне реорганизације у Хрватској био је у саставу старе општине Пазин.

## Становништво
У попису становништва из 2011. године, Мунтриљ је имао 77 становника.
| Број становника према пописима | Број становника према пописима | Број становника према пописима | Број становника према пописима | Број становника према пописима | Број становника према пописима | Број становника према пописима | Број становника према пописима | Број становника према пописима | Број становника према пописима | Број становника према пописима | Број становника према пописима | Број становника према пописима | Број становника према пописима | Број становника према пописима | Број становника према пописима |
| ------------------------------ | ------------------------------ | ------------------------------ | ------------------------------ | ------------------------------ | ------------------------------ | ------------------------------ | ------------------------------ | ------------------------------ | ------------------------------ | ------------------------------ | ------------------------------ | ------------------------------ | ------------------------------ | ------------------------------ | ------------------------------ |
| 1857                           | 1869                           | 1880                           | 1890                           | 1900                           | 1910                           | 1921                           | 1931                           | 1948                           | 1953                           | 1961                           | 1971                           | 1981                           | 1991                           | 2001                           | 2011                           |
| 458                            | 474                            | 179                            | 210                            | 207                            | 260                            | 770                            | 782                            | 290                            | 278                            | 221                            | 193                            | 115                            | 95                             | 86                             | 77                             |

Напомена: Године 1857, 1869, 1921. и 1931. садржи податке за насеља Брчићи и Жужићи, а од 1880. до 1900. део података за село Брчићи. Од 1880. до 1910. исказивано под именом Монтриљ.